# Monnina amplibracteata
Monnina amplibracteata är en jungfrulinsväxtart som beskrevs av Ramón Alejandro Ferreyra. Monnina amplibracteata ingår i släktet Monnina och familjen jungfrulinsväxter. Inga underarter finns listade i Catalogue of Life.